# 吉首大学
吉首大学（英語: Jishou University）は、中国湖南省湘西トゥチャ族ミャオ族自治州吉首市に本部を置く中国の公立大学。1958年創立、1958年大学設置。
大学の略称は吉大。2019年時点では、学校の面積は2400余畝、建築面積は60万平方メートル、生徒数約3万余人、教職員1,000余人。

## 略歴
- 1958年9月、吉首大学の起源は、周恩來が設立した吉首大学。[3]
- 1978年8月、湖南医科大学（現中南大学湘雅医学院）湘西分院と湘潭大学湘西分校を吸収合併する
- 2000年8月、吉首衛生学校を吸収合併する
- 2002年10月、武陵高等専科学校を吸収合併する
- 2006年6月、吉首大学第一附属医院（湘西トゥチャ族ミャオ族自治州人民医院）設立
- 2013年6月、吉首大学附属中医院（湘西トゥチャ族ミャオ族自治州民族中医院）設立

## 基礎データ

### 所在地
- 吉首市（本部）
- 張家界市

### 校訓
- 「以人名校，以業報国」

### 校歌
- 「風飛千仞，万里鵬程」。胡炳章作詞·王立平作曲。[4]

## 組織
「学院」も「系」も日本の大学の学部にほぼ相当する。「学部」は「学院」と「系」の上の編成で、実体はなく、日本の「学部」とは位置付けが異なっている。妙訳がないのでそのまま記す。
- 文学·新聞傳播学院
- 信息科学·工程学院
- 軟件服務外包学院
- 化学化工学院
- 旅遊·管理工程学院
- 生物資源·環境科学学院
- 商学院
- 数学·統計学院
- 体育科学学院
- 外国語学院
- 物理·機電工程学院
- 医学院
- 音楽舞踊学院
- 法学·公共管理学院
- 歴史·文化学院
- 美術学院
- 城郷資源·規劃学院
- 国際交流·公共外語教育学院
- マルクス主義学院
- 民族教育預科学院
- 継續教育学院
- 師範学院
- 張家界学院

## 附属機関

### 附属医院
- 吉首大学第一附属医院（湘西トゥチャ族ミャオ族自治州人民医院）
- 吉首大学附属中医院（湘西トゥチャ族ミャオ族自治州民族中医院）

### 附属図書館
- 吉首大学図書館、蔵書数は全館合計で約140万冊[5]

## 大学の人物一覧

### 教授
- 学長：白晋湘
- 党委書記：游俊

### 卒業生
- 張永中（鳳凰県党委書記）

## 対外関係
- 日本
  - 亜細亜友之会外語学院[6]